# Horsens
Horsens – miasto w Danii, siedziba gminy Horsens.
W miejscowości znajduje się stacja kolejowa Horsens.

## Zabytki oraz miejsca interesujące
- Muzeum Horsens
- Muzeum Sztuki Lundon
- Barokowy Pałac Lichtenbergów
- najszersza ulica w Danii
- VIA University College – nowoczesny kampus akademicki

## Turystyka
- Wspaniałe warunki dla miłośników pływania, jeździectwa, surfingu, tenisa itp.
- W lipcu 1993 roku odbył się Europejski Festiwal Folklorystyczny
- Miasto leży na trasie Europejskiego Szlaku Gotyku Ceglanego.
- Jeden z etapów Giro d'Italia 2012.
- Coroczny średniowieczny festiwal.
- Od 2015 r. odbywa się tutaj jedna z rund cyklu żużlowego Grand Prix.